# Айкараву
Айкараву (канн. ಐಕಾರವು) — буква алфавита каннада, обозначает дифтонг «аи», используется в начале слова, внутри слова передаётся с помощью внутристрочного постпозитивного диакритического знака айтва (айтваву). Расположение сварачихнама, обозначающего дифтонг «аи» после согласной буквы встречается только в каннада и телугу. В других южно-индийских письменностях «аи» пишется перед буквой.
- Айтва